# Платонів граф

Ортографічні проєкції та діаграми Шлегеля з гамільтоновими циклами вершин п'яти платонових тіл — лише октаедр має ейлерів шлях або цикл (продовження шляху показано пунктиром)

У математичній теорії графів платонів граф — це граф, кістяком якого є одне з платонових тіл. Існує 5 платонових графів, і всі вони регулярні, багатогранні (і, отже, обов'язково також 3-вершинно-зв'язні, вершинно-транзитивні, реберно-транзитивні та плоскі графи), а також гамільтонові графи.
- Тетраедричний граф — 4 вершини, 6 ребер
- Октаедричний граф — 6 вершин, 12 ребер
- Кубічний граф — 8 вершин, 12 ребер
- Ікосаедричний граф — 12 вершин, 30 ребер
- Додекаедричний граф — 20 вершин, 30 ребер

|  |  |  |  |  |